# Sesinho e Sua Turma
A revista Sesinho foi criada no ano de 1947, após um ano da criação do SESI. A publicação foi até 1960 e teve seu retorno no ano de 2001.
Sesinho é um menino que faz parte de uma turma. Por isso, é chamada de Sesinho e sua Turma. As histórias do Sesinho começaram em 1947 e pararam em 1960, entre esse tempo, foram lançadas 154 revistas de 1 e 2 Cr$. Depois, voltaram em 2001, o gibi com a história "Quem tem medo de apagão?", e foram gratuitas. E, no ano seguinte, em 2002, virou desenho animado de comercial, inicialmente no Futura e atualmente na TV Cultura.

## Personagens

### Principais
- Sesinho: Sesinho é um menino que respeita os outros e faz coisas como qualquer outro menino. A explicação do nome vem do nome do SESI, onde a revista é distribuída, porém, também tem outra explicação que foi apresentada no gibi N°54, que mostra uma revista Sesinho antiga e ele olhando ela. Quando ele relembra que sua vó Margarida trabalhava no SESI e por causa de sua semelhança com o personagem, ela lhe deu este nome. Parece que ele sempre escapa das armadilhas, conforme os gibis N°51 e N°52 (no primeiro, ele foi o único da turma não hipnotizado por Teleguiado, no segundo, ele foi o único da turma a não ser infectado pela hepatite).
- Nina: É a menina mais inteligente da classe. Por vezes, convencida por sempre saber mais que seus demais amigos, na maioria das vezes, ela sempre ensina coisas úteis para eles. Em um ponto das histórias, ela passa a sonhar ser inventora, porém seus experimentos, as vezes, dão errado. Nina também adora ler livros e acha eles melhores que os DVDs e Internet para fazer uma pesquisa contrariando Bocão e Tuta. Nas primeiras histórias, ela usava uma bermuda jeans, porém a bermuda foi removida provavelmente por ter um visual muito masculino.
- Bocão: Nas histórias mais antigas, Bocão era um menino valentão, grosso e mal educado. Cresceu tendo uma vida triste com pais que, constantemente, discutiam e brigavam um com o outro. Ele vivia perturbando Sesinho e seus amigos, mas depois virou um grande amigo da turma, continuando um pouquinho com seus antigos hábitos. Bocão não para de comer, é preguiçoso, o próprio nome já caracteriza ele. Ele tinha uma paixão pela Alice, mas depois, passou a ter amor pela Rebeca.
- Ruivo: O melhor amigo de Sesinho, um menino muito distraído e ingênuo, que como o nome diz, tem cabelos ruivos. Muitas vezes, ele acaba por fazer coisas erradas, sem pensar chegando a se meter em encrencas. Ele já quase repetiu de ano, já teve cárie, tuberculose, já foi quase feito de refém, já foi quase assaltado, etc. Ele só sai dessas com a ajuda dos amigos. Em histórias mais recentes, ele se mostra aspirante a desenhista.
- David: É um garoto aspirante a mágico, que sempre faz suas mágicas bem, porém meio atrapalhadas (já fez Ruivo perder a voz, fez um relógio que modificava a vida de todos, fez Sesinho, Bocão, Ruivo e Tuta sumirem). Ele se inspira esse gosto por magia de seu pai, que também é magico. Vive com um capuz e uma roupa de mago.
- Tuta: Tuta é um menino que gosta de jogar bola, vôlei e basquete, e adora nadar. Tuta é um grande companheiro de Sesinho e é o único personagem negro da turma. Em uma parte da história, ele recebe um irmão caçula chamado Tito, do qual a princípio tem ciúmes, mas depois se tornam bons irmãos.
- Luiza: Uma menina vaidosa amiga de Sesinho, Nina e o resto da turma. Ela foi introduzida a partir da edição 15, como uma das parceiras da Nina numa gincana, e desde então, passou a ser uma personagem regular nas histórias. Luiza já fez com que o dinheiro da casa caísse. Luiza também gosta de dançar, conforme o gibi N°54. Luiza nunca havia gostado de Sesinho, mas de tanto, os leitores mandarem cartas com os dois se casando, ela despertou uma pequena paixão.
- Cauê: Novo também na turma. Entrou na edição 108, que tem por título 'Aventura na Mata Atlântica'. Desde esta edição, ele participa da turminha e se diverte com a turma do Sesinho. Cauê é um amante da natureza e conhece muito bem os animais!

### Secundários
- Profª Belmira: É a professora da turma. Normalmente, aparece em histórias relacionadas a escola ao lado de seus alunos, e costuma ajudá-los em alguns problemas pessoais.
- Alice: Irmã mais velha do Sesinho. É uma adolescente loira e vaidosa. É uma boa irmã para o Sesinho, apesar de em uma história, ter brigado com ele. É desconhecido, se ela tem namorado, pois a princípio, Bocão gostava dela, mas perdeu interesse quando a viu com outro garoto.
- Régis: Um menino pobre amigo de Sesinho. Por ser de uma família pobre, ele estuda em busca de ajudar seus pais a sair da pobreza e por vezes, faz trabalho voluntário. Ele é criativo e sabe construir brinquedos com peças de madeira. Em uma história, ele foi manipulado por um vendedor ambulante a fazer trabalho forçado.
- Rebeca: É uma menina que se tornou amiga de Bocão, a partir da edição 4. Ela parece fazer o estilo tomboy, além de Bocão ter uma paixão por ela. Em uma história, ela acompanhou Sesinho e seus amigos numa excursão.

## Desenho Animado
Após o sucesso nos gibis em sua volta, de 2001, em 2002, virou desenho animado, porém com o nome de apenas "Sesinho" e ficou no ar até 2004, no canal educativo Futura, com a duração de apenas um minuto e meio, mas mesmo assim, ensinava bastante. Em 2005, veio a segunda temporada para substituir a primeira com o nome de "Sesinho: É Tempo de Aprender" e essa temporada foi a mais famosa de todas, pois tinha mais educação e era exibida em todos os horários, porque a primeira temporada era exibida apenas em um só horário, mas saiu no início de 2007. Em 2008, veio a série intitulada de "Sesinho: É Tempo de Aprender 2", mas não fez tanto sucesso: 1º- Essa temporada tinha menos explicações educativas que a anterior e 2º- No ano seguinte, em 2009, veio uma temporada bem melhor que essa, porém era exibida na TV Cultura, fazendo então a série sair no mesmo ano, com só 2 anos de exibição fazendo a Sesi fechar o contrato do desenho com o Futura. A quarta temporada chamada de "Sesinho: Educação, Saúde e Lazer" é a atual temporada da desenho sendo exibida na TV Cultura desde 2009, atraindo muitos dos fãs para o canal. Cada temporada tem em torno de dez episódios, sendo então mais ou menos 40 episódios já feitos. Os desenhos 

### Alguns Episódios

#### Sesinho
- 1- Folclore

#### Sesinho: É Tempo de Aprender
1- Água
2-Claustrofobia
3- Chicotinho Queimado
4- Dia de Chuva
5- Estação Espacial
6- Acrofobia
7- Timidez
8- Zoofobia
9- Quadros da Natureza
10- Medo de Competir
11- Patrimônio
12- Fobia ao Público
13- Mágicas
14- Medo de Escuro
15- Telefone sem fio

#### Sesinho: É Tempo de Aprender 2
- 1- Leitura

## Edições do gibi
1 - Quem tem medo de apagão?
2 - Sacando o vôlei
3 - O dia V
4 - Os brutos também amam
5 - A vez do cidadão
6 - O espírito de natal
7 - Reciclar é preciso
8 - Aprender dá trabalho
9 - A mil pelo Brasil
Edição Especial - Todos contra a dengue
Manual do Eleitor - Um voto de confiança
10 - Vida de abelha
11 - É show de bola
12 - Microaventura
13 - Paz na Terra
14 - Uma lição de eleição
15 - É melhor prevenir
16 - A primeira festa a gente nunca esquece
17 - Desencontro de natal
18 - Sinal verde
Edição Especial - Cuidado com a dengue
19 - Videoaventura
20 - Cresça e apareça
21 - Infantilidade
22 - Sem educação, não há solução
23 - De volta para o futuro
24 - Vivendo e aprendendo
25 - Meu animal de estimação
26 - A vida não é uma droga
Edição Especial de Natal - Amigos para sempre
27 - Vivendo e aprendendo
28 - A fonte da vida
29 - Quebrando a cara
30 - Um egoísta incomoda muita gente
31 - "O importante não é vencer"
32 - Boca livre (de cáries)
33 - Aprender a aprender
34 - Todo mundo em pânico
Edição Especial de Pernambuco - A magia das Cores
Edição Especial de Natal - Feliz o ano inteiro
35 - A união faz a força e a alegria da galera
36 - Ler é viver
37 - Foi algo que comi
38 - Um novo irmãozinho
Edição Especial - Verão sem dengue
39 - Mais valioso que o ouro
40 - David dependente (Um momentinho, por favor...)
41 - Na medida certa
42 - Saudável não é sarado
43 - Ai, que sono
44 - O prêmio mais importante
45 - O que é bom pra tosse
46 - SatisfAÇÃO Global
47 - Só é "fofo" quem quer
48 - Eu acredito em Papai Noel
49 - Joga melhor quem joga feliz
50 - Para tudo se acha tempo
51 - Veja por si mesmo
52 - Hepa…tite
53 - Faça diferente
54 - De volta para o passado
55 - Quanto barulho por nada
56 - A fábrica do saber
57 - Inventa outra!
58 - Amarga doçura
59 - Somos todos iguais
60 - O melhor presente
61 - Escola nota 10
62 - Amigo sol, amiga planta
63 - Todos pela educação
64 - Sherloque Sesinho
65 - Viagem ao Mato Grosso
66 - David e o concurso de magia
67 - Só um minutinho...
68 - Muito além da floresta
69 - O Estranho
70 - Fome de melhorar
71 - Sem palavras
72 - Noite (trabalhosa) feliz
73 - Barbeiro, só de barba
74 - Livre para voar
75 - 200 anos da industria no Brasil
76 - Inventar moda
77 - Crescendo juntos
78 - Papagaio de pirata
79 - Uma equipe muito especial
80 - Que rei fui eu?
81 - O devastador do futuro
82 - Ser honesto é legal
83 - Receita do sucesso
84 - Novo em folha
85 - As ruas são de todos
86 - Dinheiro de sobra
87 - O Cavaleiro das sombras
88 - Pi-K-SSO
89 - Nina e suas copias
90 - Feriado todo dia
91 - Furada de reportagem
92 - Contatos imediatos
93 - Acessibilidade para todos
94 - O inimigo invisível
95 - No Mundo da Lua
96 - Brinquedo velho, alegria nova
Edição Especial - Todos contra a gripe
97 - Viagem ao fundo do mar
98 - Celular ao volante, perigo constante
99 - Cidade do futuro
100 - Recorde do bem
101 - Já sou grande
102 - Pintou sujeira
103 - Educação e evolução
104 - Delicioso, mas perigoso
105 - Nem copiar nem colar
106 - Controle a raiva
107 - Natal Reciclável
108 - Aventura Na Mata Atlântica
109 - Não tá no gibi (edição iniciante de aniversário de 10 anos)
110 - Juntos ou Separados
111 - O Menino e o Bully
112 - Os "Cobras" da Prevenção
113 - O Atleta do Futuro
114 - Somos Todos Bichos
115 - Um Dia no Museu
116 - Eu Falo Português, Ela "Speaks English"
117 - Um Sonho de Liberdade
118 - A Prova Brasil
119 - Escolha Decisiva
120 - Noel Tropical
121 - Segurança é tudo
122 - Nós Podemos
123 - Melhores Amigos
124 - Não maltrate os animais
125 - O que fazer com o lixo?
126 - Sesinho na Rio+20
127 - Volta às aulas
128 - Moda que incomoda
129 - Nem mais, nem menos
130 - Quero ser grande
131 - Eleições na escola
132 - Iguais na diferença
133 - Programando o futuro
134 - Aventura no mundo digital
135 - Praticando Química
136 - Tudo que é moderno diminui de tamanho
137 - Nanotecnologia: o grande futuro que a gente não vê!
138 - Energias limpas
139 - Conhecimento é diferente de informação
140 - Matemática no dia-a-dia
141 - Robótica, o futuro já chegou
142 - Você fala minha língua?

## Sessões Fixas
- Sesinho Informa
- Passatempos (antiga Brincando e Aprendendo)
- Curiosidades
- Máquina do Tempo (até a edição n°61)
- Como Funciona ou O que faz? (até a edição n°108)
- Responda Essa!
- Professora Belmira Explica (até a edição n° 93 e edição n° 95)
- Responda essa (a partir da edição n° 109)
- Coluna da Turma (a partir da edição n° 91)
- Brinquedos e Brincadeiras (antiga Faça você Mesmo)
- Berço de Palavras
- Sesinho Responde
- Galeria do Sesinho
- Vamos Colorir
- Falando Nisso (até a n° 36)
- Saiba Mais (até a n° 36)